# Sesterc
Sesterc (latinsko sestertivs nvmmvs ali samo sestertivs) je bil rimski kovanec, ki se je sprva imenoval semis-tertius – poltretji, ker je bil vreden 2 ½ asa.  V Rimski republiki je bil majhen srebrnik, ki so ga izdajali bolj redko, v Rimskem cesarstvu pa velik medeninast kovanec. Označen je bil z IIS.

## Zgodovina
Sesterc so uvedli leta 211 pr. n. št. kot majhen srebrnik, ki je bil vreden četrt denarija oziroma 1⁄100 aurea. Ker je srebrni denarij tehtal približno 4,5 g in bil precenjen na 10 g srebra, je bil sesterc vreden 2,5 g srebra. V praksi sta  bila oba kovanca običajno prelahka. 
Ko je bil denarij zaradi postopnega zmanjševanja mase in razvrednotenja asa prevrednoten na 16 asov, je bil sesrterc ustrezno prevredoten na 4 ase in je še vedno veljal  četrt denarija. Izdajal se je občasno do leta 44 pr. n. št. in mnogo manj pogosto kot denarij.
Okoli leta 23 pr. n. št. je cesar Avgust izvedel denarno reformo, s katero je sesterc  postal  velik medeninast kovanec. Njegova vrednost je bila 1⁄100 aurea. Sesterc je bil največji medeninast kovanec, ki je bil v obtoku do poznega 3. stoletja. Večina kovancev je bila iz kovnice v Rimu, po letu 64 pa so ga med vladanjem cesarjev Nerona (54–68) in Vespazijana (69–79) kovali tudi v Lugdunumu (Lyon). Lugdunski sesterci so se od rimskih razlikovali po majhni zemeljski obli ali napisu pod podobo cesarja.
Medeninasti sesterci so imeli premer 32–34 mm, debelino približno 4 mm in maso 25-28 g. Izdelani so bili iz zlato rumene medenine, imenovane orihalcum – zlati baker, ki je imela lažni videz zlata. Medenina je bila približno dvakrat dražja od brona, zato je bil polsesterc (dupondij), ki je imel približno enak premer in debelino kot bronasti as, vreden približno dva asa.
Sesterci, ki so se kovali v poznem 3. stoletju, so bili tako po kakovosti kovine kot po kakovosti izdelave mnogo slabši od prvotnih. Cesarji so svoje  sesterce kovali s pretaljanjem starih, kar je povzročilo postopno zmanjševanje vsebnosti cinka v medenini. Pri taljenju je namreč zaradi visoke temperature, ki je potrebna za taljenja bakra, del cinka izparel in zgorel (cink se tali pri 419 °C, baker pa pri 1085 °C). Primanjkljaj so nadomestili z bronom ali celo s svincem. Kasnejši sesterci, na primer Hostilijanovi (251), so bili zato temnejši.
Stalna inflacija, ki jo je povzročalo razvrednotenje srebrne valute, je povzročila tudi stalno  zmanjševanje vrednost sesterca in manjšega asa. V 1. stoletju sta zato dupondij in as postala drobiž, v 2. stoletju pa je njuno vlogo prevzel sesterc. V 3. stoletju je bilo v srebrnikih vedno manj srebra in vedno več bakra ali brona. V 260. in 270. letih je glavna denarna enota postal dvojni denarij – antoninijan, ki je bil praviloma izdelan iz brona. Teoretično je bil vreden osem sestercev, povprečen sesterc pa je bil vreden mnogo več kot kovina, iz katere je bil izdelan.
Zadnje sesterce je izdajal cesar Avrelijan (270–275). Proti koncu njihovega izdajanja so postali tako majhni in nekakovostni, da je cesar Decij Trajan (249–251) uvedel dvojne sesterce, ki jih je kasneje v velikih količinah koval tudi galski cesar Postumij (259–268).  Slednji je pogosto uporabljal obrabljene stare sesterce, na katere je vtisnil svojo podobo in drug napis. Dvojni sesterc se je razlikoval od sesterca po kroni na cesarjevi glavi. Na enak način sta se razlikovala  tudi dupondij od asa in antoninijan od denarija.  
Nazadnje se je zgodilo tisto, kar je bilo neizbežno. Mnogo sestercev so iz obtoka umaknili država in ponarejevalci, ki so jih pretalili in prekovali v razvrednotene antoninijane in s tem še povečali inflacijo. Po denarnih reformah v 4. stoletju sesterc ni več  igral nobene vloge in odšel v zgodovino. 

## Menjalna razmerja
- aureus (zlato) = 25 denarijev (srebro)
- denarij = 4 sesterci (medenina)
- sesterc = 2 dupondija (medenina)
- dupondij = 2 asa (baker/bron)
- as = 2 semisa (medenina)
- semis = 2 kvadransa (baker/bron)

## Sesterc kot obračunska enota
Sesterc se je uporabljal tudi kot standardna obračunska enota, ki se je na dokumentih označevala s HS. Veliki zneski so se zapisovali s tisoč sestercev (sestertium milia). Premoženje izjemno bogatega generala in politika Rimske republike Marka Licinija Krasa, ki je zatrl Spartakov upor, je bilo po mnenju Plinija Starejšega vredno 200 milijonov sestercev.
Štruca kruha je stala približno pol sesterca, sekstarij (~0,5 litra) vina pa od manj kot pol do več kot enega sesterca. Modij (6,67 kg) pšenice je v Pompejih leta 79 stal 7 sestercev, rži 3 sesterce, čeber 2 sesterca in tunika 15 sestercev. Osel je stal 500 sestercev. 

Dokumenti  iz Pompejev pričajo, da je bil suženj na dražbi prodan za 6.252 sestercev, tablica iz Londinija (rimski London) iz leta 75–125 pa, da je bilo galsko dekle, sužnja z imenom Fortunata, prodana za 600 denarijev, se pravi 2.400 sestercev, in da jo je kupil mož z imenom Veget. Primerjava s sedanjimi cenami in vrednostmi je izredno težka. Večino 1. stoletja je bila letna plača navadnega legionarja 900 sestercev. Pod Domicijanom (81-96)  je narasla na 1.200 sestercev, kar je zneslo 3,3 sesterca na dan. Legijonar je pol vsote porabil za preživetje, drugo polovico, če je imel srečo, da je preživel, pa mu je država izplačala v gotovini. V antičnem Rimu je bil njegov standard primerljiv s standardom plebejcev in sužnjev.

## Numizmatična vrednost
Sesterci so med numizmatiki zelo cenjeni, ker so zaradi velikega premera graverjem (caelatores) omogočali izdelavo podrobnih portretov in raznih prizorov. Najbolj znameniti so Neronovi (54-68) sesterci, skovani v letih 64 do 68, ki spadajo med najbolj dodelane kovance v zgodovini. Kruto realistični Neronovi portreti in elegantne podobe ne reverzu so zelo vplivale celo na renesančne umetnike. Serija Hadrijanovih (117-138) sestercev, na katerih so podobe z njegovih potovanj po cesarstvu,  so izjemen prikaz cesarstva na višku njegove moči. Na njih je prvič v zgodovini na kovancu upodobljena Britanija. Podobo je ponovno oživel kralj Karel II. Angleški (1660-1685). Na kovancih Združenega kraljestva je ostala vse do njihovega preoblikovanja leta 2008. 
Zelo kakovostni primerki sestercev so na dražbi leta 2008 dosegli ceno preko milijon dolarjev. Najdragocenejši primerek, ki je bil nekaj  let razstavljen v Britanskem muzeju, je bronast sesterc Hadrijana Britanika, na katerem Hadrijan govori rimskim vojakom v Britaniji. Hadrijan je dal na meji med Rimsko Britanijo in Škotsko zgraditi obrambni zid, ki se imenuje po njem. Kovanec, ki je resnično izjemno kakovosten, čeprav so ga skovali pred skoraj 2.000 leti, je vreden 1,5-2 milijona britanskih funtov. Kovanec je v zasebni zbirki.
Cene obrabljenih, vendar še čitljivih kovancev, so zaradi njihove številnosti okoli 20 €.